# École Hubert-Curien
 (septembre 2017).
Si vous disposez d'ouvrages ou d'articles de référence ou si vous connaissez des sites web de qualité traitant du thème abordé ici, merci de compléter l'article en donnant les références utiles à sa vérifiabilité et en les liant à la section « Notes et références ».
 (octobre 2024).
Le CFSA (Centre de formation supérieure d'apprentis) Hubert Curien situé à Bourges prépare en trois ans à des métiers dans le domaine des risques, de l’efficacité énergétique, de la qualité et du développement durable.
Créée en 1990 par la Chambre de commerce et d'industrie du Cher, le CFSA Hubert Curien forme des étudiants venus de toute la France, désireux d’obtenir un diplôme d'ingénieur INSA Centre Val de Loire par l'apprentissage.

## Filières

### Ingénierie et gouvernance des risques
Cette filière donne les clés pour répondre aux besoins de sécurité et gérer les risques subis. En effet, les étudiants travaillent sur l’hygiène, la sécurité, l’environnement et son cadre réglementaire ainsi que le risk management et la gouvernance.
Cette formation s’effectue en alternance école/entreprise et commence par un mois en entreprise. La formation s’effectue en 3 ans.

### Ingénierie de la qualité et du développement durable
Les diplômés de cette filière sont en mesure d’assurer la responsabilité d’un service « qualité ». Cela implique de savoir définir une stratégie qualité, d’élaborer un système et de le faire fonctionner. Cela concerne la coordination des activités du secteur, la détection et la correction des dysfonctionnements.
Cette formation s’effectue en alternance école/entreprise et commence par un mois en entreprise. La formation s’effectue en 3 ans.

### Maîtrise de l’efficacité énergétique
Ce cursus a pour objectif de former des spécialistes capables d’intervenir sur les aspects énergétiques dans les secteurs de l’industrie. Ils participent aussi à la réduction de la facture énergétique et aux respects des exigences environnementales en mettant en œuvre des solutions alternatives.
Cette formation s’effectue en alternance école/entreprise et commence par un mois en entreprise. La formation s’effectue en 3 ans.

## Admissions
L’admission au CFSA Hubert Curien se fait sur dossier, vérification des acquis et entretien de motivation.
- La filière Ingénierie et Gouvernance des Risques est accessible aux titulaires d’un DUT ou BTS validé en rapport avec la formation : DUT HSE, DUT Chimie, DUT Génie chimique, DUT MP, etc.
- La filière Ingénierie de la Qualité et du Développement Durable est accessible aux titulaires d’un DUT ou d’un BTS validé en rapport avec la formation : DUT QLIO, DUT MP, DUT GEII, DUT GIM, DUT GMP, DUT GLT, etc.
- La filière Maîtrise de l’Efficacité Énergétique est accessible aux titulaires d’un DUT ou d’un BTS validé en rapport avec la formation : DUT GTE, DUT GIM, DUT GEII, BTS Enveloppe du bâtiment, BTS FEE, etc.
- Pour le Master Ingénierie du Retour d’Expérience l’admission se fait auprès des titulaires d’une licence validée en rapport avec la formation : licence maths, licence physique chimie, licence informatique, licence génie des matériaux, licence mécanique, etc.

## Partenariats
Le CFSA Hubert Curien a créé en partenariat avec l’université d’Orléans le master Ingénierie du Retour d’Expérience, seule formation sur cette thématique en France.
L'école a fidélisé un réseau d’entreprises réparties sur l’ensemble du territoire français mais aussi des PME-PMI innovantes de la région Centre-Val de Loire. Un partenariat professionnel a été mis en place avec des entreprises telles que Areva, Snecma, Bombardier Inc., Faurecia, Renault, etc.

## Les faits marquants
- 1re école française certifiée ISO 9001.
- 1re école française labellisée Afaq 1000NR pour sa démarche développement durable.
- Créatrice d’un colloque national en partenariat avec le Groupe Préventique « Les Rencontres préventiques de Bourges » dont la 5e édition sur le thème de l’urgence et la décision a eu lieu au Palais des Congrès les 29 et 30 mai 2008.
- Partenaire du grand congrès de sûreté de fonctionnement le ʎɥ (lambda-mu). Dans ce cadre plus de 500 ingénieurs ont visité la ville de Bourges et ont connu l’École Hubert-Curien, lors de la 18e édition.
- Le CFSA Hubert Curien a reçu le premier prix national de mémoires bac +5 en gestion des risques et environnement. Décerné par les Éditions préventiques et le ministère de l’Environnement et du Développement durable, ce prix récompense les meilleurs mémoires soutenus dans le cadre des Masters professionnels et masters spécialisés.

## La vie sur le campus
Le campus de la Chambre de commerce et d’industrie du Cher dispose de locaux d’enseignement fonctionnels, d’équipements techniques performants : salles informatiques et multimédia, bibliothèque spécialisée, laboratoire de langues…
Le campus est également doté d’une résidence de 120 studios, meublés et parfaitement adaptés à la vie estudiantine. 
Depuis plusieurs années, l’accueil des nouveaux étudiants se fait à l’occasion d’un week-end d’intégration concocté par la promotion précédente. Chaque « nouveau » fait alors connaissance de son « parrain » qui se charge de faciliter son intégration à l’école et de l’épauler en cas de difficultés. 

## Les associations étudiantes
Deux associations étudiantes sont présentes au sein du CFSA Hubert Curien. 

### l'ASEHC
L’ASEHC (Association sportive de l’École Hubert Curien) gère de nombreuses manifestations sportives, activités de loisirs, rencontres culturelles diverses et initiatives à vocation humanitaire.
L’accueil et le parrainage des nouveaux étudiants font partie des traditions de l’école pour faciliter leur intégration et leur permettre de prendre possession rapidement de leur nouveau lieu de vie.
Le week-end d’intégration est notamment une occasion ludique de découvrir Bourges, son patrimoine historique et architectural, son cadre naturel, ses parcs et sa région alentour avant de faire connaissance avec ses spectacles scénographiques, son festival et l’ensemble des animations proposées tout au long de l’année.

### l'ADAHC
L’ADAHC (Association des apprentis de l’École Hubert Curien) développe au sein de l'école des activités artistiques et culturelles. L'ADAHC a fondé différents clubs auxquels il est possible d'adhérer :
- club photos ;
- club cuisine ;
- club musique ;
- club théâtre ;
- club jeu de cartes.

Elle gère aussi les visites culturelles, la soirée terroir et le gala. Elle doit également dynamiser la vie étudiante aux travers différents évènements, et cela toujours dans le même but, favoriser la cohésion entre les apprentis de l'école.
L'ADAHC est là pour donner une dynamique à la vie étudiante.